# Columba albinucha
Columba albinucha é uma espécie de ave da família Columbidae.
Pode ser encontrada nos seguintes países: Camarões, República Democrática do Congo, Sudão e Uganda.
Os seus habitats naturais são: florestas subtropicais ou tropicais húmidas de baixa altitude e regiões subtropicais ou tropicais húmidas de alta altitude.
Está ameaçada por perda de habitat.